# Ben Willikens

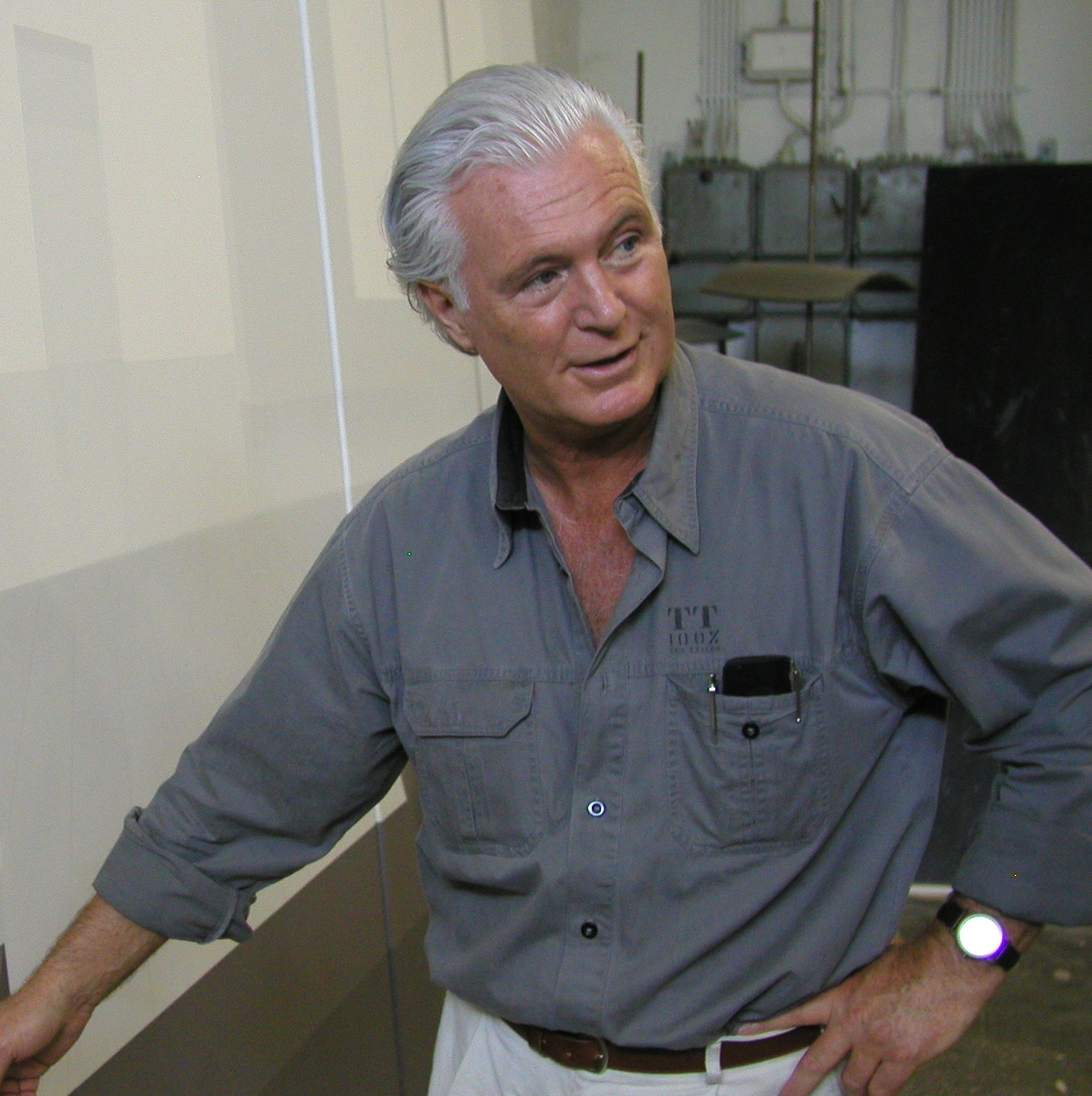
Ben Willikens (2003)

Ben Willikens (* 21. Juni 1939 in Leipzig als Eberhard-Günther Willikens) ist ein deutscher Maler. Bekannt ist er für seine streng komponierten, in der Farbe Grau gehaltenen Raumkonzeptionen. Seit 1985 gestaltet er zudem Bühnenbilder für verschiedene deutsche Opernhäuser.

## Leben
Die Eltern von Willikens verließen 1947 die Sowjetische Besatzungszone und ließen sich in Westdeutschland nieder. Nach dem Abitur 1959 in Hannoversch Münden begann er zunächst in Hamburg, Philosophie und Literaturwissenschaft zu studieren. 1962 wechselte er an die Staatliche Akademie der Bildenden Künste in Stuttgart, wo er bei Heinz Trökes Malerei studierte. Danach führten ihn Stipendien unter anderem nach London.
1969 zwang ihn eine Krankheit zu einem fast einjährigen Klinikaufenthalt. Dieses Ereignis verarbeitete Willikens nach Stipendien-Aufenthalten in der Villa Romana in Florenz und der Villa Massimo in Rom in einer Serie von Acrylbildern, in denen er in kühler, anonymer Sprache Bahren, leere Flure und ähnliche Motive darstellt, die starke Assoziationen mit Anstalten oder Krankenhäusern wecken. Diese Arbeiten machten ihn schlagartig bekannt. Es folgten zahlreiche Ausstellungen in Deutschland und Italien.
Einen Höhepunkt seiner Arbeit stellt das Abendmahl von 1977 dar, in dem er den Raum der weltbekannten Seccomalerei Das letzte Abendmahl von Leonardo da Vinci von allen anwesenden Personen entleerte. Seine Bilder entwickelten sich immer mehr zu Darstellungen von menschenleeren Idealräumen. In den 1990er-Jahren entstanden Serien wie die Räume der Moderne, Orte, die Cuts und die Gegenräume.
1977 erhielt er einen Ruf auf eine Professur für Malerei an der Fachhochschule für Gestaltung in Pforzheim und 1982 auf eine Professur für Malerei und Graphik an die Hochschule für Bildende Künste Braunschweig. 1991 wechselte er an die Akademie der Bildenden Künste München, der er zunächst als Inhaber des Lehrstuhls für Malerei und Graphik und von 1999 bis 2004 als deren Rektor angehörte.
Ben Willikens ist Mitglied des Deutschen Künstlerbundes. Zwischen 1970 und 1991 nahm er an insgesamt 15 Jahresausstellungen teil
– ab 1980 gehörte er für zwei Jahre dem DKB-Vorstand an. Willikens lebt und arbeitet in Stuttgart und Wallhausen (Hohenlohe).

## Einzelausstellungen (Auswahl)

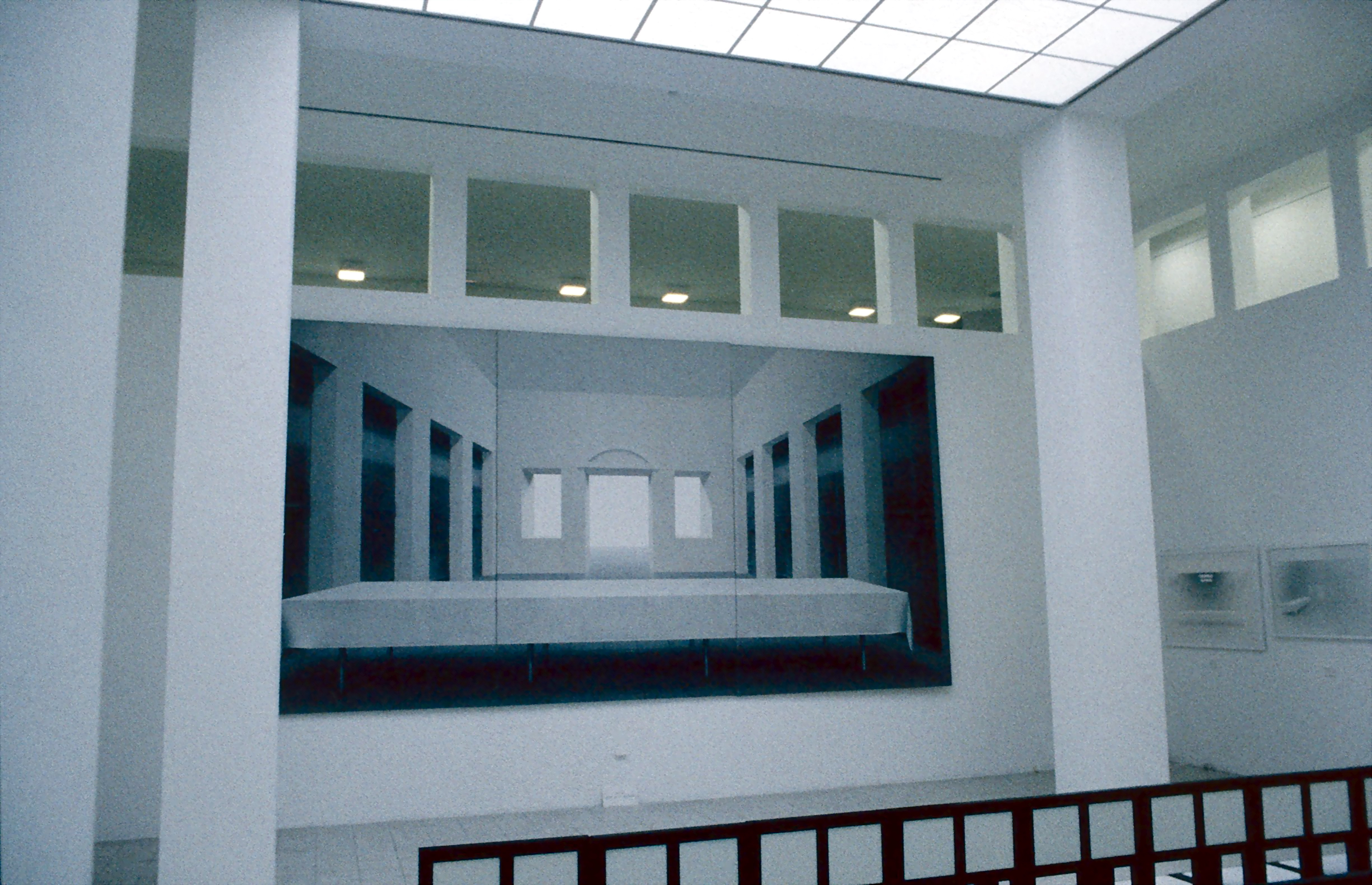
Kongeniale Präsentation des "Abendmahls" im Vortragssaal des DAM Frankfurt von Oswald Mathias Ungers (1985)

- 2022: Albertina (Wien), Ben Willikens. Kälte – Räume
- 2016: Kunsthalle Weishaupt, Sonderausstellung Ben Willikens – Die Anmaßung der Räume und Orte. Werke aus fünf Jahrzehnten
- 2013: Forum Würth Chur, Sonderausstellung Gemälde aus 4 Dekaden, Sammlung Würth
- 2011: Museum der bildenden Künste Leipzig, Sonderausstellung Der Raum als Bild
- 2009:
  - Galerie Hans Mayer, Düsseldorf
  - Kunstmuseum Stuttgart, Sonderausstellung Licht und Dunkel
  - Städtische Museen Heilbronn, Sonderausstellung Ben Willikens. 70 Aquarelle
  - Museum am Dom, Würzburg, Sonderausstellung Ben Willikens – Räume der Transzendenz
  - Art Room Würth Austria, Böheimkirchen, Sonderausstellung Ben Willikens – Kunst aus der Sammlung Würth[3]
- 2006: Galerie Hans Mayer, Düsseldorf
- 2005: Kunsthalle Recklinghausen, Kunstausstellung der Ruhrfestspiele
- 2004:
  - Glyptothek, München
  - Lindenau-Museum, Altenburg
- 2003: Malerei als Denkmodell, Stiftung für konkrete Kunst, Reutlingen
- 2002: Josef Albers Museum Quadrat Bottrop
- 1999: Palazzo Pitti, Florenz
- 1998: Busch-Reisinger Museum, Cambridge, Mass., USA
- 1997:
  - Haus der Kunst, München
  - Galerie der Stadt Stuttgart
- 1994: Neues Museum Weserburg Bremen
- 1985: Deutsches Architekturmuseum, Frankfurt/M.
- 1976: Studio Jaeschke, Bochum
- 1975: Kunsthalle Tübingen, Sonderausstellung Gemälde und Zeichnungen 1970 bis 1974

## Bühnenbilder (Auswahl)
- 2024: „Die Möwe“, Anton Tschechow, Theater Trier
- 2016: Das Leben ein Traum. Calderón,  Ruhrfestspiele Recklinghausen
- 2014: Heinrich IV,  Ruhrfestspiele Recklinghausen
- 2013: Rose Bernd, Ruhrfestspiele Recklinghausen
- 2009: Lieben Sie Strindberg ..., Ruhrfestspiele Recklinghausen
- 2005: Minna von Barnhelm, Ruhrfestspiele Recklinghausen
- 1999: Der Fliegende Holländer, Oper Bremen
- 1997: Die Entdeckung der Langsamkeit, Oper Bremen; Idomeneo, Oper Bremen
- 1995/1996: Fidelio, Oper Hannover
- 1994: Othello, Theater Bremen
- 1993: Amandas Traum, Oper Hannover
- 1992: Der zerbrochene Spiegel – Klassiker-Projekt zur documenta IX: Staatstheater Kassel, Opernhaus
- 1990: Marat/Sade, Schauspiel Frankfurt
- 1989: Tosca, Oper Hamburg
- 1985: Konzert-Raum, Konzert-Räume, Lohengrin, Wagner, Staatstheater Stuttgart, Großes Haus

## Auszeichnungen
- 2019: Bürgermedaille der Landeshauptstadt Stuttgart
- 2017: Bundesverdienstkreuz 1. Klasse
- 2009: Kunstpreis der Helmut-Kraft-Stiftung, Stuttgart
- 2006: Bayerischer Verdienstorden
- 2004: Silbermedaille für Verdienste um die bayerische Verfassung
- 2001: Bundesverdienstkreuz am Bande
- 1983: Hans-Molfenter-Preis, Stuttgart
- 1972: Villa-Massimo-Preis, Rom
- 1970: Villa-Romana-Preis, Florenz